# Terminalia nigrovenulosa
Terminalia nigrovenulosa är en tvåhjärtbladig växtart som beskrevs av Jean Baptiste Louis Pierre. Terminalia nigrovenulosa ingår i släktet Terminalia och familjen Combretaceae. Inga underarter finns listade i Catalogue of Life.